# Kościół Narodzenia Najświętszej Maryi Panny w Sypniewie
Kościół Narodzenia Najświętszej Maryi Panny w Sypniewie – rzymskokatolicki kościół parafialny należący do parafii pod tym samym wezwaniem (dekanat Jastrowie diecezji koszalińsko-kołobrzeskiej).
Jest to świątynia zbudowana w latach 1835–1836 w stylu późnego klasycyzmu berlińskiego. Obiekt jest murowany, otynkowany, składa się z węższego, prostokątnego prezbiterium i umieszczonej za nim zakrystii oraz wieży po przeciwległej stronie, zwieńczonej ośmiokątną drewnianą kondygnacją nakrytą iglicowym dachem. Elewacje ozdobione są dużymi arkadowymi oknami a także gzymsami.
Elementami wyposażenia budowli są obiekty powstałe na przestrzeni XIX wieku – późnobarokowe ołtarze boczne z obrazami, a także ambona, poza tym neoklasycystyczny prospekt organowy z instrumentem wykonanym przez firmę Wilhelma Sauera z Frankfurtu nad Odrą, neogotycka chrzcielnica oraz feretrony. Wystrój kościoła tworzą także malowidła figuralne umieszczone na stropie prezbiterium i nawy oraz ołtarz główny z XVIII wieku z bogatą dekoracją snycerską uzupełniony elementami z XIX wieku, w tym obrazem w kształcie tryptyku przedstawiającym Wniebowzięcie Najświętszej Maryi Panny.